# لاسلو فارغا (سياسي)
لاسلو فارغا هو سياسي مجري، ولد في 19 أبريل 1936 في كيكسكيميت في المجر. نشط حزبياً في حزب الشعب الديمقراطي المسيحي. وقد انتخب عضو الجمعية الوطنية المجرية ‏ وقد انضم خلال فترته النيابية ‏ (14 مايو 2010 – 5 مايو 2014) للكتلة البرلمانية حزب الشعب الديمقراطي المسيحي.